# Brian Stock (football)
Pour l’historien, voir Brian Stock (historien).
 (février 2016).
Brian Benjamin Stock (né à Winchester, en Angleterre, le 24 décembre 1981), est un footballeur international gallois. Il joue pour le club de Havant & Waterlooville.

## Carrière

### En club
Après un prêt de quelques mois aux Doncaster Rovers, Brian Stock est définitivement transféré le 3 janvier 2007. Le 9 février 2011, il prolonge son contrat à Doncaster en s'engageant pour deux ans et demi.

### Sélection internationale
Bien que né en Angleterre de parents anglais, Brian Stock est sportivement éligible à la nationalité galloise car une de ses grands-mères est galloise. 
Il est appelé pour la première fois en sélection galloise le 17 mars 2008 pour un match amical contre le Luxembourg mais il ne joue pas le match. Sa première sélection a lieu le 9 septembre 2009 pour le match pays de Galles-Russie en match éliminatoire de la Coupe du monde. Il compte à ce jour trois sélections dans l'équipe du pays de Galles.